# Муни (залив)
Муни (фр. Estuaire du Mouni) — эстуарий нескольких рек Экваториальной Гвинеи и Габона. Часть его образует границу с Габоном. Именно от этого устья было взято прежнее название этой части Экваториальной Гвинеи Рио-Муни. Основными прибрежными городами эстуария являются Асалаенг и Кого в Экваториальной Гвинее и Кокобич в Габоне.

## Гидрология
Залив питается с севера реками Конго и Мандьяни, а с востока — реками Митонг, Мвен и Тимбони (Митимеле, Утамбони), и в свою очередь впадает в залив Кориско Атлантического океана. В старых источниках часто обозначался как река Муни (Río Muni).

## Климат
Климат муссонный. Средняя температура 21 °C. Самый теплый месяц — июнь со средней температурой 22 °C, самый холодный — август со средней температурой 18 °C. Среднее количество осадков составляет 3393 миллиметра в год. Самый влажный месяц — ноябрь, когда выпадает 686 миллиметров осадков, а самый сухой — июль — 3 миллиметра.

## Охрана
Практически весь эстуарий Муни находится под защитой Рамсарской конвенции № 1311. На территории площадью 800 км² обитают слоны и обезьяны, а также редкий африканский ламантин.

## История
Французский исследователь Поль Беллони дю Шайю впервые оставил записи об этом регионе, когда исследовал Муни и нижнюю часть Тембони в своем первом путешествии.